# Classic Rock (magazine)
Pour les articles homonymes, voir Classic rock.
Classic Rock est un magazine britannique consacré à la musique rock, apparu en 1998 et publié par Future.

## Histoire
Depuis mars 2018, Future regroupe les sites web des magazines Classic Rock, Metal Hammer, Prog et The Blues sur un seul site, baptisé Louder, qui les chapeaute.

## Extension de la marque

### Éditions spéciales
Classic Rock a publié de nombreuses éditions spéciales, y compris des magazines consacrés uniquement à Led Zeppelin, Iron Maiden, Guns N' Roses et d'autre. Prog, la publication sœur de Classic Rock, est d'abord publiée sous la forme d'un magazine unique Classic Rock Presents en 2009 avant d'être lancée sous la forme d'un magazine à part entière peu après. Parmi les autres produits dérivés de la publication, citons The Blues magazine, qui est publié entre 2012 et 2016, tandis que Classic Rock Presents AOR est publié pendant 13 numéros entre 2010 et 2014.

### Packs de fans
En 2010, Classic Rock s'associe à Roadrunner Records pour publier Classic Rock Presents : Slash, une édition spéciale du magazine consacrée à l'ancien guitariste de Guns N' Roses, Slash, et accompagnée d'un exemplaire de son premier album solo. C'était la première fois qu'un grand album était publié en exclusivité avec un éditeur de magazines avant la sortie générale. Classic Rock publie ensuite des « packs de fans » officiels avec Whitesnake, Alice Cooper, Motörhead, Def Leppard et Rush, entre autres. Le magazine publie un deuxième fan pack avec Slash en 2012 pour son album Apocalyptic Love.

### Classic Rock Roll of Honour Awards
Entre 2005 et 2016, Classic Rock organise le Classic Rock Roll of Honour - une cérémonie annuelle de remise de prix célébrant les réalisations de certaines des plus grandes icônes du rock. Organisée chaque année à Londres, les lauréats Lemmy Kilmister, Alice Cooper, Jimmy Page, Ozzy Osbourne, ZZ Top, Gregg Allman, Queen et bien d'autres encore,,.

### The 20 Million Club
En juillet 2020, Classic Rock lance le podcast The 20 Million Club, animé par l'animateur britannique Nicky Horne avec des invités de l'équipe de Classic Rock, qui analyse les albums les plus vendus de tous les temps, avec deux saisons produites à partir de novembre 2022.